# Young & Rubicam
Young & Rubicam – agencja reklamowa, założona w 1923 r przez Johna Orr Younga oraz Raymonda Rubicama. Byli twórcami pierwszej kolorowej reklamy telewizyjnej z udziałem Billa Cosby, amerykańskiego komika.
Obecnie mają swoje filie w wielu miastach na całym świecie.